# First World Towers
First World Towers consiste en cuatro rascacielos residenciales de lujo situados en Songdo International Business District, Incheon, Corea del Sur. Todos ellos incluyen instalaciones artísticas y son un importante hito en downtown Songdo junto con el superalto vecino Northeast Asia Trade Tower, siendo el primer complejo residencial completado en la ciudad en 2009. Los rascacielos tienen un sistema ubicuo de alta tecnología desarrollado por la multinacional americana Cisco, el primero de su clase en el mundo. Las cuatro torres tienen una altura de 237 m (776 ft) y 67 plantas cada una, haciéndolos unos de los rascacielos residenciales más altos del mundo y los rascacielos residenciales más altos en la metrópolis de Incheon.